# Ендрю Меллон
Ендрю Вільям Меллон (24 березня 1855, Піттсбург, Пенсільванія, США — 27 серпня 1937, Саутгемптон, штат Нью-Йорк, США) — американський банкір, мільярдер, філантроп і меценат, міністр фінансів при президентах Воррені Гардінгу, Калвіні Куліджі і Герберті Гувері. Посол США в Великій Британії (1932–1933).

## Фінансист

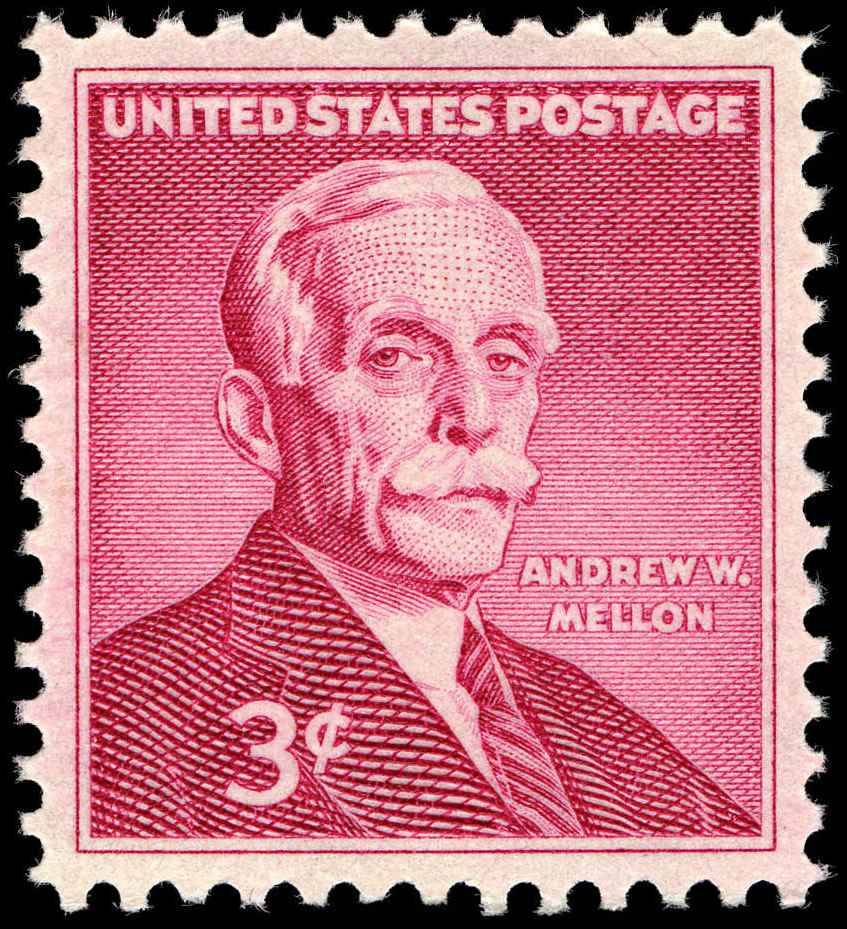

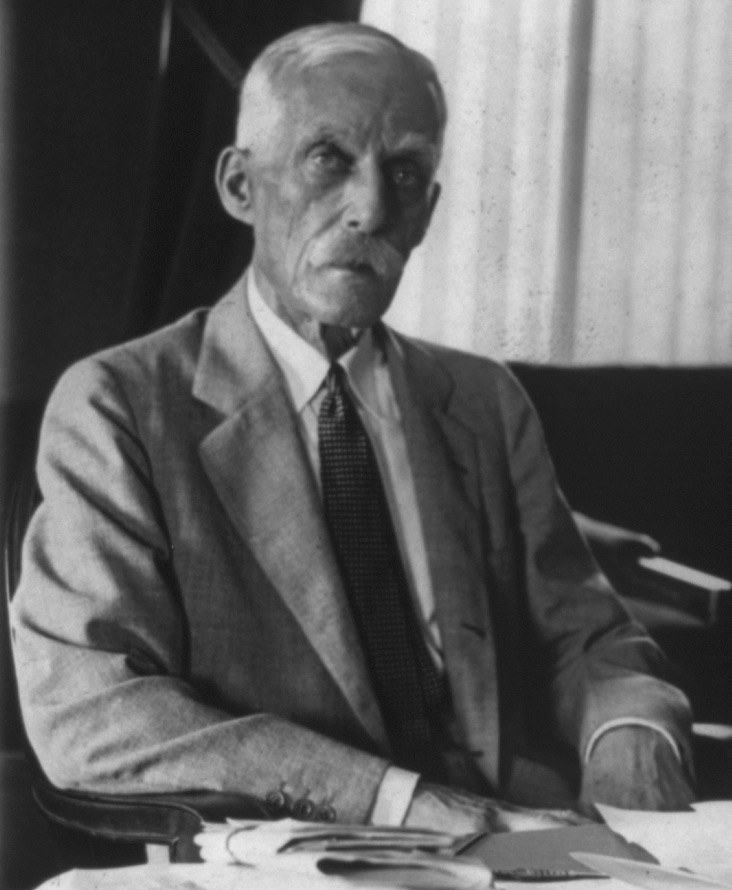
Ендрю Меллон, 1929 р.

Навчався в Західному університеті штату Пенсильванія (нині — Університет Піттсбурга). Працював в банківській установі «Томас Меллон і Сини», став її співвласником. В подальшому установа переросла в кредитно-фінансовий центр, в 1902 р. став його президентом. Очолював кілька фінансових і промислових корпорацій (вугледобувних, нафтових, алюмінієвих), заснував місто Донора (Пенсильванія) і збудував в ньому сталеливарний завод.
Серед головних досягнень на посту міністра фінансів — погашення європейських боргів і зниження державного боргу США.
Покинув пост міністра через обвинувачення в несплаті податків.

## Філантроп і меценат
В 1913 році виступив одним із співзасновників Інституту індустріальних досліджень, який в подальшому був об'єднаний з Технологічним інститутом Карнеґі в Університет Карнегі-Меллона.
Субсидував будівництво Вашингтонської Національної галереї мистецтв (нині — Національна галерея мистецтв США), в якому і зберігається зібрана ним художня колекція, яку він передав американському народу. Значна частина картин зібрання була придбана в СРСР у 1928-1931 рр. під час розпродажу шедеврів Ленінградського Державного Ермітажу. Серед придбань — картини Гальнса, Рубенса, Рембрандта, ван Дейка, Рафаеля Санті, Тиціана.